# Дягу-де-Жос
Дягу-де-Жос (рум. Deagu de Jos) — село у повіті Арджеш в Румунії. Входить до складу комуни Реча.
Село розташоване на відстані 86 км на захід від Бухареста, 36 км на південь від Пітешть, 99 км на схід від Крайови, 131 км на південь від Брашова.

## Населення
За даними перепису населення 2002 року у селі проживали 365 осіб.
Національний склад населення села:
| Національність | Кількість осіб | Відсоток |
| -------------- | -------------- | -------- |
| румуни         | 332            | 91,0%    |
| цигани         | 33             | 9,0%     |

Рідною мовою назвали:
| Мова      | Кількість осіб | Відсоток |
| --------- | -------------- | -------- |
| румунська | 358            | 98,1%    |
| циганська | 7              | 1,9%     |